# Campeonato Europeo de Triatlón de 2024
El XL Campeonato Europeo de Triatlón se celebró en Vichy (Francia) el 21 de septiembre de 2024 bajo la organización de la Unión Europea de Triatlón (ETU) y la Federación Francesa de Triatlón.

## Resultados
| Evento            | Oro                          | Plata                   | Bronce                   |
| ----------------- | ---------------------------- | ----------------------- | ------------------------ |
| Masculino (21.09) | Csongor Lehmann · Hungría    | Yanis Seguin Francia    | Casper Stornes · Noruega |
| Femenino (21.09)  | Victoria Holland Reino Unido | Léonie Périault Francia | Alice Betto · Italia     |

### Masculino
| Puesto            | Triatleta          | País        |       |       |       | Final   |
| ----------------- | ------------------ | ----------- | ----- | ----- | ----- | ------- |
| Medalla de oro    | Csongor Lehmann    | Hungría     | 17:43 | 51:55 | 29:05 | 1:40:18 |
| Medalla de plata  | Yanis Seguin       | Francia     | 17:35 | 52:04 | 29:04 | 1:40:22 |
| Medalla de bronce | Casper Stornes     | Noruega     | 17:51 | 51:46 | 29:07 | 1:40:28 |
| 4                 | Hugo Milner        | Reino Unido | 18:06 | 52:32 | 28:15 | 1:40:38 |
| 5                 | Henry Graf         | Alemania    | 17:37 | 51:57 | 29:32 | 1:40:48 |
| 6                 | Miguel Tiago Silva | Portugal    | 17:12 | 52:19 | 29:45 | 1:40:59 |
| 7                 | Gergely Kiss       | Hungría     | 17:39 | 51:55 | 29:52 | 1:41:08 |
| 8                 | Aurélien Jem       | Francia     | 18:03 | 52:33 | 28:57 | 1:41:17 |

### Femenino
| Puesto            | Triatleta        | País            |       |       |       | Final   |
| ----------------- | ---------------- | --------------- | ----- | ----- | ----- | ------- |
| Medalla de oro    | Victoria Holland | Reino Unido     | 19:34 | 58:07 | 33:02 | 1:52:36 |
| Medalla de plata  | Léonie Périault  | Francia         | 19:31 | 58:08 | 33:13 | 1:52:45 |
| Medalla de bronce | Alice Betto      | Italia          | 19:34 | 58:12 | 33:34 | 1:53:07 |
| 4                 | Petra Kuříková   | República Checa | 20:03 | 58:50 | 32:54 | 1:53:41 |
| 5                 | Claire Michel    | Bélgica         | 20:06 | 58:48 | 32:56 | 1:53:43 |
| 6                 | Selina Klamt     | Alemania        | 19:30 | 58:17 | 34:14 | 1:53:48 |
| 7                 | Jolien Vermeylen | Bélgica         | 19:32 | 58:14 | 34:46 | 1:54:19 |
| 8                 | Alissa König     | Suiza           | 20:08 | 58:51 | 33:54 | 1:54:33 |

## Medallero
| Núm. | País        | Oro | Plata | Bronce | Total |
| ---- | ----------- | --- | ----- | ------ | ----- |
| 1    | Hungría     | 1   | 0     | 0      | 1     |
| 1    | Reino Unido | 1   | 0     | 0      | 1     |
| 3    | Francia     | 0   | 2     | 0      | 2     |
| 4    | Italia      | 0   | 0     | 1      | 1     |
| 4    | Noruega     | 0   | 0     | 1      | 1     |
|      | TOTAL       | 2   | 2     | 2      | 6     |